# Mihai Dimancea
Mihai Dimancea (31 agosto 1940 – 20 marzo 2023) è stato un cestista e allenatore di pallacanestro rumeno.

## Carriera
Con la Romania ha disputato i Campionati europei del 1969.